# Jussinmatala, Uleåborg
Jussinmatala är ett skär i Finland. Det ligger i landskapet Norra Österbotten, i den centrala delen av landet, 500 km norr om huvudstaden Helsingfors.
Terrängen runt Jussinmatala är mycket platt. Havet är nära Jussinmatala åt nordväst. Runt Jussinmatala är det ganska tätbefolkat, med 54 invånare per kvadratkilometer. Närmaste större samhälle är Uleåborg, 12,6 km öster om Jussinmatala. 